# Mad Dogs (série télévisée)
Pour les articles homonymes, voir Mad Dog.
Mad Dogs est une mini-série britannique créée par Cris Cole, produite par Left Bank Pictures et diffusée du 10 février 2011 au 23 décembre 2013 sur Sky1.
En France, et en Suisse la série est diffusée depuis le 13 août 2012 sur Canal+. En Belgique, elle est disponible sur RTLPlay depuis le 15 novembre 2019.

## Synopsis
Elle relate l'histoire de quatre amis ayant la quarantaine se retrouvant dans une villa de Majorque pour fêter la retraite anticipée d'Alvo, un cinquième ami. Mais le groupe se retrouve accidentellement dans le monde du crime après le meurtre d'Alvo.

## Distribution

### Acteurs principaux
- John Simm (VF : Tanguy Goasdoué) : Baxter
- Marc Warren (VF : Vincent Ropion) : Rick
- Max Beesley (VF : Xavier Béja) : Woody
- Philip Glenister (VF : Jean-Louis Faure) : Quinn
- Ben Chaplin (VF : David Krüger) : Alvo

### Acteurs récurrents
- María Botto (VF : Ethel Houbiers) : Maria
- Eloise Joseph (VF : Christine Lemler) : Lottie
- Tomás Pozzi (VF : Paolo Domingo) : Tony

Version française
- Société de doublage : Nice Fellow[2]
Direction artistique : Bruno Dubernat[2]
Adaptation des dialogues : Lara Saarbach[2]

Source V. F. : Doublage Séries Database

## Épisodes

### Première saison (2011)
1. Bienvenue chez Alvo (Episode 1)
2. Stupéfiant trafic (Episode 2)
3. Mafieux malgré eux (Episode 3)
4. La Proposition de Maria (Episode 4)

### Deuxième saison (2012)
1. Rebelote (Episode 1)
2. Le Village des damnés (Episode 2)
3. La fin justifie les moyens (Episode 3)
4. Contre la montre (Episode 4)

### Troisième saison (2013)
En décembre 2011, Philip Glenister a annoncé que le tournage de la troisième saison devait débuter fin janvier 2012. Elle a été diffusée du 4 juin 2013 au 25 juin 2013.
1. titre français inconnu (Episode 1)
2. titre français inconnu (Episode 2)
3. titre français inconnu (Episode 3)
4. titre français inconnu (Episode 4)

### Quatrième saison (2013)
1. titre français inconnu (The Finale - Part 1)
2. titre français inconnu (The Finale - Part 2)

## Nominations
Mad Dogs a été nommé par l'Academy Award de la télévision britannique, pour la meilleure série Drama à la cérémonie de 2011, mais a malheureusement perdu face à la Channel 4 et leur série Any Human Heart. 
En 2012, il a été encore une fois nommé par l'Academy Award pour la meilleure série dramatique, mais perdu face à ITV1 et leur série Downton Abbey.